# 瓦恩肯哈根
瓦恩肯哈根是德国梅克伦堡-前波美拉尼亚州的一个市镇。总面积19.51平方公里，总人口345人，其中男性171人，女性174人（2011年12月31日），人口密度18人/平方公里。